# Cinque ottaedri nell'icosidodecaedro
In geometria solida il composto (regolare) di cinque ottaedri (verosimilmente anche "i cinque ottaedri nell'icosidodecaedro") costituisce uno dei cinque poliedri composti regolari. È formato da cinque identici ottaedri regolari, disposti in modo tale che le 40 facce siano a due a due complanari.

## Dualità
Il poliedro duale del composto di cinque ottaedri è il composto di cinque cubi.

## Nucleo e inviluppo convesso
L'inviluppo convesso dei cinque ottaedri, ovvero il più piccolo poliedro convesso che li contiene tutti, è un icosidodecaedro avente gli stessi 30 vertici degli ottaedri.
L'intersezione dei cinque ottaedri, o nucleo del composto, è invece un icosaedro. Si tratta in effetti di una delle tante possibili stellazioni dell'icosaedro.

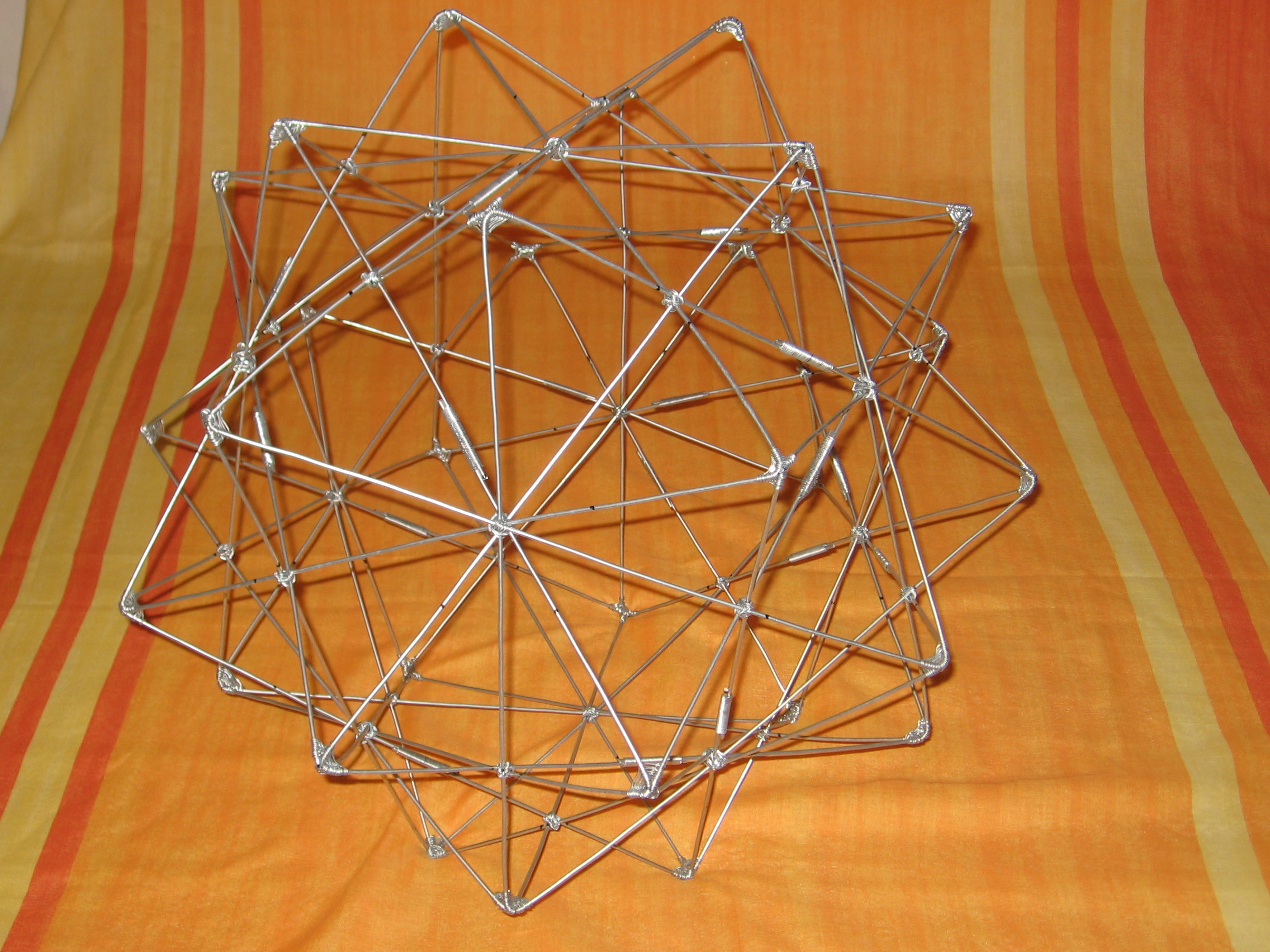
Lo scheletro dei cinque ottaedri nell'icosidodecaedro

## Simmetrie
Il gruppo delle simmetrie del composto di cinque ottaedri ha 120 elementi; ovvero è il gruppo icosaedrale completo {\displaystyle I_{h}\cong A_{5}}×{\displaystyle 2} caratteristico dell'icosaedro e del dodecaedro.